# Sabrina Simader
Sabrina Wanjiku Simader (* 13. April 1998 in Kilifi, Kilifi County, Kenia) ist eine ehemalige kenaische Skirennläuferin. Sie galt als erste professionelle Skirennläuferin Afrikas und nahm 2017 als erste Kenianerin am alpinen Skiweltcup und an alpinen Skiweltmeisterschaften teil. Bei den Olympischen Winterspielen 2018 war sie die erste Sportlerin, die Kenia bei den alpinen Skiwettbewerben vertrat. Bei den Weltmeisterschaften 2023 erreichte sie Platz 26 in der Abfahrt.

## Biografie
Sabrina Simader kam in der kenianischen Küstenstadt Kilifi zur Welt. Im Alter von drei Jahren übersiedelte sie mit ihrer Mutter nach St. Johann am Wimberg im oberösterreichischen Mühlviertel. Das Skifahren erlernte sie am hauseigenen Lift ihres Adoptivvaters Josef Simader, der auch als ihr erster Trainer fungierte. Mit zehn Jahren wurde sie erstmals Vereinsmeisterin am Hansberg. Später zog die Familie nach Haus im Ennstal, von wo aus Sabrina die Skihauptschule Schladming besuchte. Im Sommer 2012 erlitt ihr Stiefvater einen tödlichen Herzinfarkt.
Simader ist die einzige Athletin des kenianischen Skiteams. Seit dem plötzlichen Tode ihres Stiefvaters wird sie vom Ex-ÖSV-Trainer Christian Reif betreut, der schon Alexander Choroschilow trainiert hat. Ihre ersten Erfolge feierte Simader 2012 mit den steirischen Schülermeistertiteln in Super-G, Riesenslalom und Kombination. Einen Achtungserfolg erzielte sie im März 2015 als Abfahrtssiebente bei den Deutschen Meisterschaften. Im Februar 2016 nahm sie an den Olympischen Jugend-Winterspielen in Lillehammer teil, wo sie in der Kombination Rang 20, im Super-G Rang 23 und im Riesenslalom Rang 26 belegte.
Am 7. Jänner 2017 hatte Simader ihr Weltcup-Debüt im Riesenslalom von Maribor. Sie ging als erste Kenianerin in einem Rennen des alpinen Skiweltcups an den Start und sorgte damit für entsprechendes Medieninteresse.  Einen Monat nach ihrem Weltcup-Debüt ging sie in St. Moritz erstmals im Rahmen Alpiner Skiweltmeisterschaften an den Start. Im Super-G belegte sie den 39. Platz. In Riesenslalom und Slalom verpasste sie jeweils die Qualifikation für den zweiten Durchgang und belegte den geteilten 60. bzw. 50. Platz. Bei den Olympischen Winterspielen 2018 in Pyeongchang startete Simader als erste Kenianerin bei alpinen olympischen Wettbewerben. Nachdem sie bei der Eröffnungsfeier die kenianische Fahne getragen hatte, ging sie am 15. Februar im Riesenslalom an den Start. Im Super-G belegte sie Rang 38.
Am 29. Januar 2019 gewann Simader ihre ersten FIS-Rennen in Krvavec. Dies war vor ihr noch keinem Skirennläufer und keiner Skirennläuferin aus Afrika gelungen.
Sabrina Simader spricht drei Sprachen, Deutsch, Englisch, Kikuyu. Bei den ersten Black Austrian Awards, die im Jahre 2018 erstmals vergeben wurden, erhielt Simader den Preis in der Kategorie Sport.
Mitte Juli 2025 gab sie bekannt, ihre aktive Karriere aus finanziellen Gründen zu beenden.

## Erfolge

### Olympische Spiele
- Pyeongchang 2018: 38. Super-G

### Weltmeisterschaften
- St. Moritz 2017: 39. Super-G
- Cortina d’Ampezzo 2021: DSQ Super-G
- Méribel 2023: 26. Abfahrt, 31. Super-G
- Saalbach-Hinterglemm 2025: 28. Abfahrt, DSQ Super-G

### Olympische Jugendspiele
- Lillehammer 2016: 20. Super-Kombination, 23. Super-G, 26. Riesenslalom, DNF Slalom

### Juniorenweltmeisterschaften
- Fassatal 2019: 24. Abfahrt, 38. Super-G

### Europacup
- 1 Platzierung unter den besten 20

### Weitere Erfolge
- 24x Siege bei FIS-Rennen
- Dreifache steirische Jugendmeisterin (Super-G, Riesenslalom und Kombination 2012)[5]